# Скородна
Скоро́дна — село в Україні, у Марківській селищній громаді Старобільського району Луганської області. Населення становить 195 осіб.

## Географія
У селі бере початок річка Скородна.